# Coruja de Ouro
Coruja de Ouro é um prêmio criado pelo Instituto Nacional de Cinema (INC) para premiar os melhores do ano no cinema nacional brasileiro no final da década de 1960, na administração de Ricardo Cravo Albin como presidente do INC e de Jarbas Passarinho como ministro da Educação e Cultura.

## Lista de premiados

### 1969

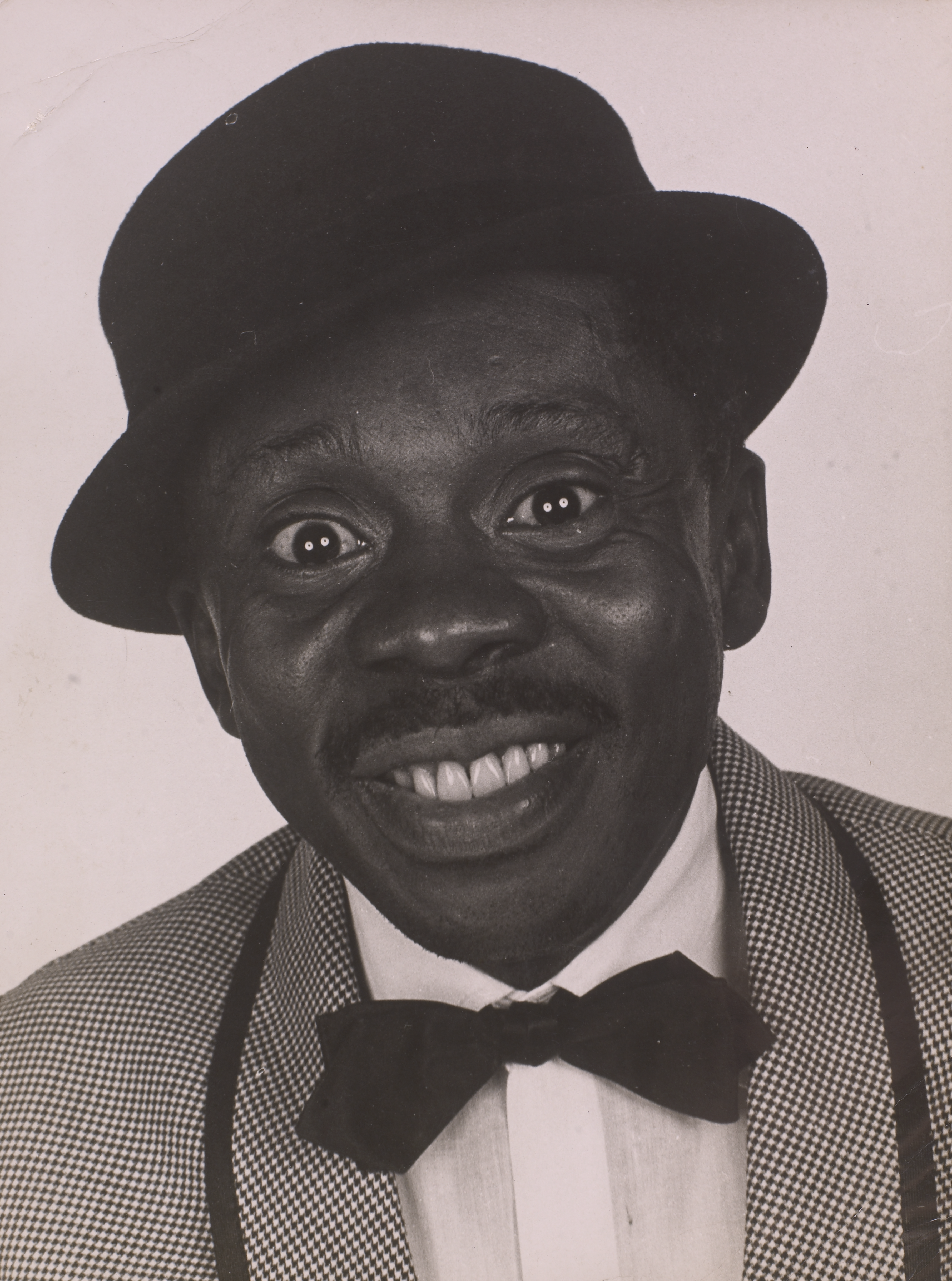
Grande Otelo venceu como melhor ator.

Odete Lara venceu como melhor atriz.

| Categoria                | Recipiente                                                 |
| ------------------------ | ---------------------------------------------------------- |
| Melhor Diretor           | Glauber Rocha O Dragão da Maldade Contra o Santo Guerreiro |
| Melhor Roteiro           | Antonio Carlos Fontoura Copacabana, Me Engana              |
| Melhor Ator              | Grande Otelo Macunaíma                                     |
| Melhor Atriz             | Odete Lara Copacabana, Me Engana                           |
| Melhor Ator Coadjuvante  | Paulo Gracindo Copacabana, Me Engana                       |
| Melhor Atriz Coadjuvante | Neuza Amaral As Duas Faces da Moeda                        |
| Melhor Música            | Egberto Gismonti A Penúltima Donzela                       |
| Melhor Fotografia        | Affonso Beato O Bravo Guerreiro                            |
| Melhor Montagem          | Raimundo Higino Os Paqueras                                |
| Melhor Cenografia        | Anísio Medeiros A Penúltima Donzela                        |
| Melhor Figurinista       | Francisco Brenand A Compadecida                            |

### 1970
- Adhemar Gonzaga ganhou o Grande Prêmio do Instituto Nacional de Cinema;
- David Neves como melhor diretor por "Memória de Helena";
- Cacá Diegues como melhor roteiro por "Os Herdeiros";
- José Lewgoy como melhor ator por "Pecado Mortal";
- Ítala Nandi como melhor atriz por "Os Deuses e os Mortos";
- Nelson Xavier como melhor ator coadjuvante por "Os Deuses e os Mortos";
- Mara Rúbia como melhor atriz coadjuvante por "Os Deuses e os Mortos";
- Silvio Reinoldi como melhor montagem por "Quelé do Pajeú" e "Juliana do Amor Perdido";
- Cláudio Petraglia como melhor música por "A Moreninha";
- Luís Carlos Ripper como melhor figurinista por "Os Herdeiros";
- Flávio Phebo como melhor cenografia por "A Moreninha"
- Dib Lutfi como melhor fotografia por "Os Herdeiros"  e
- Nelson da Silva Ribeiro como melhor som por "Os Deuses e os Mortos" e "A Vingança dos Doze".

### 1971
- Domingos de Oliveira como melhor diretor por "A Culpa";
- Alberto Salvá como melhor roteiro por "As Quatro Chaves Mágicas";
- Rodolfo Arena como melhor ator por "Em Família";
- Lilian Lemmertz como melhor atriz por "Cordélia, Cordélia";
- Carlos Kroeber como melhor ator coadjuvante por "A Casa Assassinada";
- Isabela como melhor atriz coadjuvante por "As Quatro Chaves Mágicas";
- Luiz Carlos Ripper como melhor cenografia por "Pindorama" e "Azyllo Muito Louco";
- Luiz Carlos Ripper como melhor figurinista por "Azyllo Muito Louco" e "Faustão";
- Antonio Carlos Jobim como melhor música por "A Casa Assassinada";
- Wálter Goulart como melhor som por "Pindorama";
- Rogério Noel como melhor fotografia em cores por "A Culpa";
- José de Almeida como melhor fotografia em preto e branco por "Um Homem sem Importância" e
- Rafael Justo Valverde como melhor montagem por "A 300 km por hora" e "Em Família".

### 1972
- Walter Hugo Khouri como melhor diretor por "As Deusas";
- Jorge Ileli como melhor roteiro por "Viver de Morrer";
- Luiz de Barros ganhou o Grande Prêmio do INC;
- Paulo Porto como melhor ator por "Toda Nudez Será Castigada";
- Darlene Glória como melhor atriz por "Toda Nudez Será Castigada";
- Erasmo Carlos como melhor ator coadjuvante por "Os Machões";
- Elza Gomes como melhor atriz coadjuvante por "Toda Nudez Será Castigada";
- Rudolf Icsey como melhor fotografia por "As Deusas";
- Silvio Renoldi como melhor montagem por "Piconzé";
- Régis Monteiro como melhor cenografia por "Cassy Jones, o Magnífico Sedutor";
- Carlos Imperial como melhor música por "A Viúva Virgem";
- Campelo Neto como melhor figurinista por "Independência ou Morte e
- Aluisio Viana como melhor som por "O Homem do Corpo Fechado".

### 1973
- Leon Hirszman como melhor diretor por "São Bernardo";
- Hugo Carvana como melhor roteiro por "Vai Trabalhar Vagabundo;
- Jofre Soares como melhor ator por "A Faca e o Rio";
- Tereza Raquel como melhor atriz por "Amante Muito Louca";
- Wilson Grey como melhor ator coadjuvante por "Sagarana, o Duelo" e "Vai Trabalhar Vagabundo";
- Vanda Lacerda como melhor atriz coadjuvante por "São Bernardo";
- Mário Carneiro como melhor fotografia em "Sagarana, o Duelo";
- Carlos Coimbra como melhor montagem por "O Descarte";
- Luiz Carlos Ripper como melhor figurinista por "São Bernardo";
- Michel Uberali como melhor som por "O Fabuloso Fittipaldi" e
- Chico Buarque de Holanda como melhor música em "Joana, a Francesa".

### 1974
- Zelito Viana como melhor diretor por "Os Condenados";
- Flávio Tambellini como melhor roteiro por "Relatório de um Homem Casado";
- Milton Gonçalves como melhor ator por "A Rainha Diaba";
- Isabel Ribeiro como melhor atriz por "Os Condenados";
- Ney Latorraca como melhor ator coadjuvante por "Sedução";
- Odete Lara como melhor atriz coadjuvante por "A Estrela Sobe";
- Dib Lutfi como melhor fotografia por "Os Condenados";
- Mauro Alice como melhor montagem por "O Anjo da Noite";
- Sérgio Ricardo como melhor música por "A Noite do Espantalho";
- Francisco Altan como melhor cenografia por "Os Condenados";
- Anísio Medeiros como melhor figurinista por "A Estrela Sobe" e
- Vitor Raposeiro como melhor som por "Um Edifício Chamado 200" e "Os Condenados".

### 1975
- Joaquim Pedro de Andrade - melhor diretor em "Guerra Conjugal";
- Antunes Filho - melhor roteiro por "Compasso de Espera";
- Lima Duarte - melhor ator em "Guerra Conjugal";
- Marília Pêra - melhor atriz em "O Rei da Noite";
- Xandó Batista - melhor ator coadjuvante em "O Predileto";
- Irene Ravache - melhor atriz coadjuvante em "Lição de Amor";
- Oswaldo de Oliveira - melhor fotografia em "O Marginal";
- Roberto Leme - melhor montagem em "O Marginal;
- Francesco Altan - melhor cenografia em "O Predileto";
- Waldir Luis - melhor figurino em "Padre Cícero e
- Amauri Alves - melhor som em "A Lenda de Ubirajara.

### 1976
- Roberto Santos - melhor diretor por "As Três Mortes de Solano";
- Xavier de Oliveira - melhor roteiro por "O Vampiro de Copacabana";
- Jofre Soares - melhor ator em "Crueldade Mortal" e "Fogo Morto";
- Zezé Motta - melhor atriz em "Chica da Silva";
- Procópio Mariano - melhor ator coadjuvante em "Ibrahim do Subúrbio" e "Fogo Morto";
- Elke Maravilha - melhor atriz coadjuvante em "Chica da Silva";
- Silvio Renoldi - melhor montagem por "Ibrahim do Subúrbio";
- José Medeiros - melhor fotografia por "Chica da Silva";
- Luiz Carlos Ripper - melhor cenografia por "Chica da Silva";
- Luiz Afonso Burijo - melhor figurino por "Aleluia Gretchen";
- Francis Hime - melhor trilha sonora em "Marília e Marina" e
- Paulo Emílio Salles Gomes - prêmio especial in memoriam.